# Nazli Sabri
Nazli Sabri, född 25 juni 1894 i Alexandria, död 29 maj 1978 i Los Angeles, Kalifornien, var egyptisk drottning 1919-1936, gift med kung Fuad I av Egypten och mor till Farouk I av Egypten. 
Hon var dotter till Abdu'r-Rahim Pasha Sabri, guvernör i Kairo, och Tawfika Khanum Sharif, dotterdotter till premiärminister Muhammad Sharif Pasha och dotterdotterdotter till Suleiman Pasha. Hon utbildades i två franska flickskolor och gifte sig med Fuad 1919. 
Drottning Nazli blev 1922 Egyptens första drottning sedan antiken då sultanatet blev kungadöme. Hon levde ett traditionellt isolerat liv hänvisad till haremet och fick endast visa sig offentligt vid tillställningar för enbart kvinnor. Vid invigningen av parlamentet 1924 närvarade hon dold på en särskild åskådarplats. Hon visade sig dock offentligt då hon åtföljde Fuad på statsbesök i Europa 1927, där hon gjorde succé i Frankrike. Nästa drottning, Farida, fick dock inta en offentlig roll och Nazli blev den sista gemålen till en egyptisk monark som levde ett traditionellt isolerat liv. 
Då hon blev änka 1936 kunde hon leva ett friare liv, och hade ett antal kärleksaffärer, varav ett ryktas ha lett till ett morganatiskt äktenskap 1942. Detta ledde dock till konflikt med hennes son, och hon flyttade 1946 till USA, där hon konverterade till katolicismen 1950 och levde resten av sitt liv med sin yngsta dotter Fathia av Egypten och sin svärson Riyad Ghali.